# Mary E. Endress
Mary E. Endress (adoptó el apellido Endress por su esposo, el naturalista Peter Karl Endress, de soltera Mary E. Fallen, nacida en 1949) es una botánica suiza. Ha realizado extensas expediciones botánicas a Ecuador, Alemania, Perú, Suiza, Estados Unidos.

## Algunas publicaciones
- 2010. Systematics and Character Evolution of Tabernaemontaneae (Apocynaceae, Rauvolfioideae) Based on Molecular and Morphological Evidence. Con André O. Simões, Elena Conti. 19 pp.

### Libros
- 2007. A Phylogenetic Analysis of Alyxieae (Apocynaceae) Based on RbcL, MatK, TrnL Intron, TrnL-F Spacer Sequences, and Morphological Characters. Ed. Missouri Bot. Garden Press. 35 pp.
- La abreviatura «M.E.Endress» se emplea para indicar a Mary E. Endress como autoridad en la descripción y clasificación científica de los vegetales.[2]